# Віченца (мучениця)
Свята Віченца або Вінсета (лат. Vicenza або Vicenca, хорв. Sveta Vincenca) — ранньохристиянська свята мучениця, яка жила в III ст. в Римі. Це була молода дівчина, сімнадцяти років..

## Історія
Святу Віченцу жахливо катували на спеціальному колесі для тортур, після цього перерізали їй горло. Святе тіло мучениці одягнули в сукню, яка їй дуже подобалася, потім поклали в домовину. Поряд з тілом поміщено скляну вазу з декількома краплями її крові. На гіпсовому надгробку було викарбувано напис: Vincenti MRT. (лат. "martyr" - мученик).
Після її мученицької смерті в середині III століття, тіло святої було поховане біля дороги Віа Портуенсіс, за межами Риму.

## Мощі
У VII столітті, мощі святої були привезені з Понціянських катакомб в межі міських стін і були поховані в могилі поряд з церквою святого Праксата, недалеко від базиліки Санта Марія Маджоре.
У 1795 році, з благословення Папи Пія VI, останки святої мучениці були перевезені в маленьке містечко Блато, на острові Корчула (зараз належить Хорватії) в Адріатичному морі. З великими почестями було зустрінуто мощі святої Віченци. Там, вони були поміщені в місцевій церкві Всіх Святих. В честь святої була побудована каплиця, класичного стилю та розкішна гробниця. У той час острів був частиною Венеціанської республіки, хоча в даний час він належить сучасній Хорватії. 
Після переїзду, свята була покровителькою міста. В 1814 був відремонтований саркофаг, де містилися святі мощі мучениці, тому що він був пошкоджений вологою, пізніше мощі поклали у новий саркофаг з мармуру, де вони є до сьогодні.

## Вшанування
Пам'ять вшановується 28 квітня. В честь мучениці Віченци влаштовують танець з мечами місцевим Лицарським товариством.
Саркофаг з мощами святої Віченци тільки раз на сто років здійснює урочистий хід по місту.
Велика церемонія пройшла в 1995 році, в ході взяли участь більше 8500 людей.
До мучениці Віченци звертаються, коли життю загрожує небезпека. Християни дуже пишаються цією святою та виражають їй свою пошану, яку вона заслужила віддавши своє молоде життя за віру в Христа.